# Roman Smishko
Roman Smishko, né le 18 mars 1983, est un footballeur ukrainien évoluant au poste de gardien de but au Levadia Tallinn, en Estonie.

## Biographie
Smishko est formé au Chernomorets Odessa, club dans lequel il ne joue pas un seul match avec l'équipe professionnelle.
Il cherche donc un club où il aura du temps de jeu. Il enchaîne ainsi les clubs Ukrainiens, avant de rejoindre le club Biélorusse de Smorgon en 2007, puis le club letton du Vetra Vilnius en 2008, le club Kirghiz de la ville de Kochkor-Ata en 2009; et enfin le Levadia Tallinn, où il joue actuellement.

## Palmarès
- Champion d'Estonie en 2013 et 2014 avec le Levadia Tallinn
- Vainqueur de la Coupe d'Estonie en 2012 et 2014 avec le Levadia Tallinn
- Vainqueur de la Supercoupe d'Estonie en 2013 avec le Levadia Tallinn